# Lijst van rangen en insignes van het Nationalsozialistisches Fliegerkorps

Het vaandel van het Nationalsozialistisches Fliegerkorps.

Hieronder volgt een lijst van rangen en insignes van het Nationalsozialistisches Fliegerkorps, of NSFK in nazi-Duitsland.
Het is een paramilitair rangsysteem dat werd gebruikt tussen de jaren 1931 en 1945. De rangen waren gebaseerd op de rangen en insignes van de Sturmabteilung (SA), waarvan de NSFK van origine deel uitmaakte.

## Rangen
| NAVO-rang | NSFK-rangen         | Vertaling                    | Luftwaffe equivalant      | NL Luchtmacht equivalent |  |
|           |                     |                              |                           |                          |  |
| OF-10     | Korpsführer         | Korpsleider                  | Generalfeldmarschall      | Geen equivalent          |  |
| OF-9      | Ehrenführer         | Ere-leider                   | Generaloberst             | Generaal                 |  |
| OF-8      | Obergruppenführer   | Hogere-groepenleider         | General der Flieger       | Luitenant-generaal       |  |
| OF-7      | Gruppenführer       | Groepsleider                 | Generalleutnant           | Generaal-majoor          |  |
| OF-6      | Brigadeführer       | Brigadeleider                | Generalmajor              | Commodore                |  |
|           |                     |                              |                           |                          |  |
| OF5a      | Oberführer          | Hogere-leider                | Geen equivalent           | Geen equivalent          |  |
| OF5b      | Standartenführer    | Regimentsleider              | Oberst                    | Kolonel                  |  |
| OF-4      | Obersturmbannführer | Hogere-aanvalseenheidsleider | Oberstleutnant            | Luitenant-kolonel        |  |
| OF-3      | Sturmbannführer     | Aanval-eenheidsleider        | Major                     | Majoor                   |  |
| OF-2      | Hauptsturmführer    | Hoofdaanvalsleider           | Hauptmann                 | Kapitein                 |  |
| OF-1a     | Obersturmführer     | Hogere-aanvalsleider         | Oberleutnant              | Eerste luitenant         |  |
| OF-1b     | Sturmführer         | Aanvalsleider                | Leutnant                  | Tweede luitenant         |  |
|           |                     |                              |                           |                          |  |
| OR-8      | Haupttruppführer    | Hoofdtroepleider             | Stabsfeldwebel            | Adjudant-onderofficier   |  |
| OR-7      | Obertruppführer     | Hogere-troepleider           | Oberfähnrich              | Vaandrig                 |  |
| OR-7      | Obertruppführer     | Hogere-troepleider           | Oberfeldwebel             | Sergeant-Majoor          |  |
| OR-6      | Truppführer         | Troepenleider                | Feldwebel                 | Sergeant 1e Klasse       |  |
| OR-5      | Oberscharführer     | Hogere-sectieleider          | Fähnrich                  | Vaandrig                 |  |
| OR-5      | Oberscharführer     | Hogere-sectieleider          | Unterfeldwebel            | Sergeant                 |  |
| OR-4      | Scharführer         | Sectieleider                 | Fahnenjunker              | Sergeant                 |  |
| OR-4      | Scharführer         | Sectieleider                 | Unteroffizier             | Korporaal der 1e Klasse  |  |
|           |                     |                              |                           |                          |  |
| OR-3      | Rottenführer        | Sectieleider                 | Stabsgefreiter (na 1944)  | Korporaal                |  |
| OR-3      | Rottenführer        | Sectieleider                 | Hauptgefreiter (tot 1944) | Korporaal                |  |
| OR-3      | Rottenführer        | Sectieleider                 | Obergefreiter             | Korporaal                |  |
| OR-2      | Sturmmann           | Stormtroeper                 | Gefreiter                 | Soldaat der 1e Klasse    |  |
| OR-1      | NSFK-Mann           | Man                          | Flieger                   | Soldaat der 2e Klasse    |  |
| OR-1      | NSFK-Anwärter       | Kandidaat                    | Geen equivalent           | Soldaat der 3e Klasse    |  |

Mann (1), Sturmmann (2), Rottenführer (3), Scharführer (4), Oberscharführer (5), Truppführer (6), Obertruppführer (7), Sturmführer (8), Obersturmführer (9), Hauptsturmführer (10), Sturmbannführer (11), Obersturmbannführer (12), Standartenführer (13), Oberführer (14), Brigadeführer (15), Gruppenführer (16), Obergruppenführer (17), Korpsführer (18)